# Propranolol

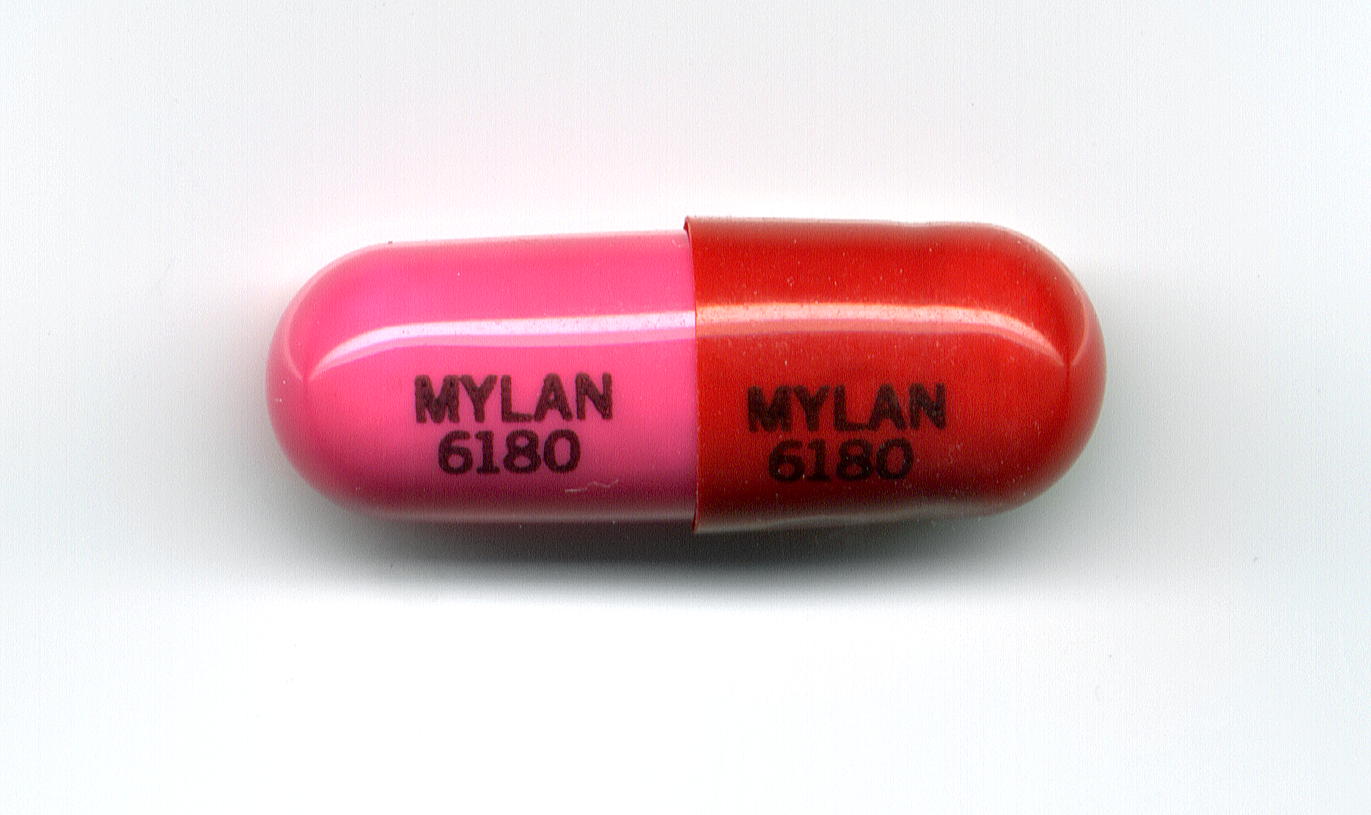
Gélule de 80 mg de propranolol.

Le propranolol (DCI) est un médicament faisant partie de la classe des bêta-bloquants non sélectifs. C'est un médicament sympatholytique, c'est-à-dire qu'il inhibe le système sympathique. Les sympatholytiques sont utilisés dans le traitement de l'hypertension, l'anxiété et les attaques de panique. Découvert par James W. Black en 1960, c'est le premier bêta-bloquant découvert. James W. Black a obtenu le prix Nobel de physiologie ou médecine en 1988 pour cette découverte. Comme d'autres bêta-bloquants, le propranolol est une substance considérée comme dopante.

## Histoire et développement
Le scientifique britannique James W. Black  développa le propranolol dans les années 1960. En 1988, il reçut le Prix Nobel de physiologie ou médecine pour sa découverte. Le propranolol est dérivé d'antagonistes découverts précédemment : le dichloroisoprénaline et le pronéthalol. La modification structurelle majeure, qui fut ensuite réutilisée pour les autres bêta-bloquants, était l'insertion d'un groupe oxyméthylène sur la structure aryléthanolamine du propranolol, ce qui augmente ainsi l'efficacité du composé. Cela élimine aussi apparemment le caractère carcinogène retrouvé avec le pronétalol dans les modèles animaux.
De nouveaux bêta-bloquants plus sélectifs comme le nébivolol, le carvédilol ou le métoprolol sont maintenant utilisés dans le traitement de l'hypertension.
Le brevet de fabrication est tombé dans le domaine public. Il est donc disponible sous une forme générique.

## Mécanisme d'action
Il s'agit d'un des tout premiers bêta-bloquants développés. Il est dit non cardio-sélectif car il bloque les récepteurs bêta-1 cardiaques et bêta-2 non cardiaques (vaisseaux, bronches). Par ce biais, il diminue, voire annule, l'arrivée des influx nerveux sur le cœur et le ralentit en agissant sur la contraction du myocarde (effet inotrope négatif). Il augmente la contraction des vaisseaux sanguins, réduit la consommation en oxygène du cœur et bloque les fonctions du système nerveux sympathique sur les autres organes. Le propranolol par ailleurs inhibe les actions de la noradrénaline, un neurotransmetteur qui facilite la consolidation de la mémoire.

## Indications
En cardiologie, cette molécule a été progressivement supplantée par des molécules plus récentes, n'agissant que sur le cœur. Elle n'est donc plus guère utilisée (même si elle reste efficace) dans :
- hypertension artérielle ;
- angine de poitrine (prévention des crises d'angor d'effort) ;
- troubles du rythme cardiaque avec arythmie (flutters et fibrillation atriales, tachycardie jonctionnelles) ou ventriculaires (extrasystole ventriculaire, tachycardie ventriculaire) ;
- prévention secondaire après infarctus du myocarde ;
- signes fonctionnels de cardiomyopathie obstructive ;
- hyperthyroïdie (manifestations cardiovasculaires) ;
- glaucome ;
- en prévention des saignements digestifs chez les patients atteints de cirrhose compliqué de varices œsophagiennes. Il diminue l'hypertension portale ;
- hémangiomes de l'enfant qui peut entraîner de nombreuses complications. Contrairement aux traitements antérieurs, le propranolol est facile à prendre et l'hémangiome diminue rapidement et de façon assez spectaculaire[5],[6] ;
- tremblement essentiel ;
- tremblement associé à une anxiété ou à un traitement par lithium[7].

Il a été utilisé par des chirurgiens pour diminuer leurs tremblements de mains pendant la chirurgie ;
- traitement de fond des migraines (en prévention des crises)[9],[10],[11] ;
- céphalées de tension ;
- algies vasculaires de la face.

## Utilisation hors AMM
- angoisse : il est utilisé par des artistes pour prévenir le trac ;
- polydipsie[12],[13] ;
- akathisie induite par les neuroleptiques[14] ;
- akathisie induite par les antipsychotiques hors AMM ;
- comportement agressif chez des patients avec traumatisme cérébral ;
- syndrome de stress post-traumatique (en expérimentation) associé à un protocole précis[15],[16],[17] :
Le ministère de la défense américain a participé au financement d'une hauteur de 5 millions de dollars pour soigner ses soldats (plus de 60 000 soldats américains se sont suicidés après la guerre du Viêt Nam, ce qui dépasse le nombre de soldats tués au combat : 47 539 morts). Les tests sont un succès avec 70 à 80 % de résultats positifs[18].
Le propranolol fait l'objet d'un engouement grandissant car certains chercheurs affirment qu'il permettrait de se remémorer des situations stressantes déjà vécues tout en gommant l'impact émotionnel.
Des études ont montré que les individus qui prenaient du propranolol immédiatement après une expérience traumatique montrent moins de symptômes sévères de syndrome de stress post-traumatique que les groupes comparatifs sans traitement (Vaiva et al. 2003). Le propranolol diminue les effets des cauchemars sur l'activité cardiaque en diminuant le rythme sinusal lent pendant les cauchemars.
- utilisation comme produit dopant :
Le Nord-Coréen Kim Jong-su a été contrôlé positif à ce produit lors des Jeux olympiques d'été de 2008 dans la compétition de tir au pistolet, et ses 2 médailles lui ont été retirées[19]. L'effet recherché est le ralentissement du rythme cardiaque et de réduire le tremblement pour favoriser la précision du tir et la concentration.
- utilisation comme antiphobique[20] (en expérimentation) :
Deux chercheuses du département Psychologie de l'Université d’Amsterdam (Marieke Soeter et Merel Kindt) ont mené une étude sur 45 arachnophobes volontaires afin d’étudier les effets du propranolol utilisé comme anti-phobique.
Merel Kindt a déclaré : « ici, nous montrons pour la première fois qu'un médicament amnésique donné en même temps que la réactivation de la mémoire transforme un comportement d'évitement en comportement d'approche chez les personnes ayant une réelle peur des araignées[20]. »
Les volontaires ayant reçu du propranolol avaient beaucoup moins de comportements d'évitement et plus de comportements d'approche.
Cette modification du comportement phobique a été confirmée par d’autres tests au cours de l’année suivante.

## Divers
Le propranolol fait partie de la liste des médicaments essentiels de l'Organisation mondiale de la santé (liste mise à jour en avril 2015).